# Tus
Tus (en persa: توس‎ o طوس) es una antigua ciudad ubicada en la provincia iraní de Jorasán Rasaví, cerca de Mashhad.  Algunos textos mitológicos persas informan de que la ciudad fue fundada por Yamshid, cuarto gran rey según el Shahnameh, y que tras ser destruida, fue el héroe Tus, hijo de Nowzar y nieto de Manuchehr, quien la reconstruyó. De él toma su nombre.[cita requerida]
Hacia el año 650, durante la conquista musulmana de Persia, el último rey sasánida, Yazdgard III (†651), llegó a Tus huyendo del avance árabe. El señor local le dio regalos, pero no lo acogió, aduciendo que la ciudadela de Tus era muy pequeña para acomodar a todo el séquito real.
En Tus falleció el califa abasí Harún al-Rashid, el 24 de marzo de 809, camino a sofocar personalmente una rebelión en Jorasán. Fue sepultado en la casa de campo en la que se había instalado. En 940 nació en Tus el escritor y poeta Firdawsi († ca. 1020), autor del poema épico persa Shahnameh (El libro de los reyes).
En Tus también vivió el filósofo Al-Ghazali (españolizado como Algacel), donde falleció en 1111.

## Atractivos turísticos

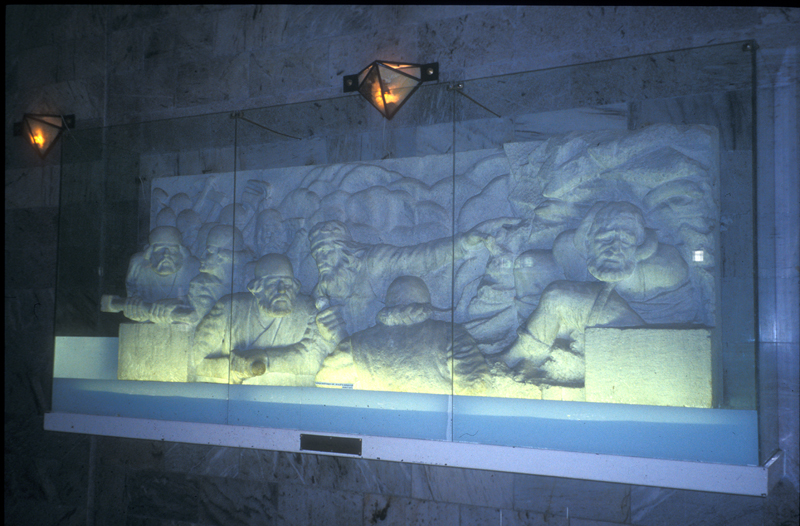
Relieve en Tus que refleja las historias populares de la mitología persa del poema épico Shahnameh de Ferdousí.

Las principales atracciones turísticas de Tus son el mausoleo de Ferdousí, uno de los más importantes poetas persas, y las ruinas de la Ciudadela de Tus, o Arg e Tus, que datan de la era sasánida.[cita requerida]